# Soloviev D-30
O Soloviev D-30 é um motor soviético turbofan de dois eixos low-bypass, referenciado originalmente como um "turbojato bypass".  Uma versão supersônica com Pós-combustão, o D-30F6, é usado no Mikoyan-Gurevich MiG-31, aeronave interceptadora, enquanto as versões civis, o D-30Kp e o D-30KU são usados no Ilyushin Il-62M e no Tupolev Tu-154M, e no cargueiro pesado Ilyushin Il-76MD.

## Projeto e Desenvolvimento

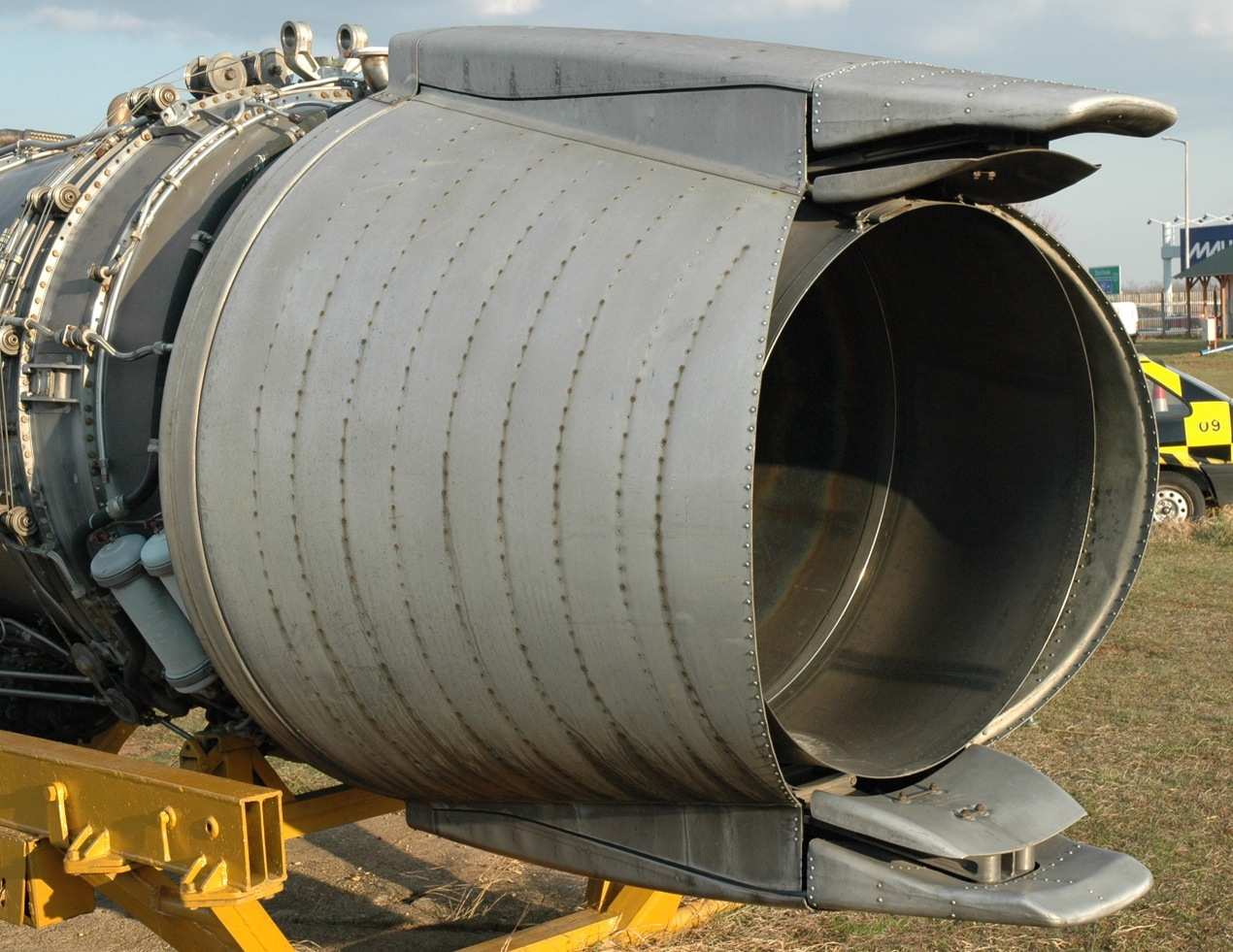
Reversor de empuxo no motor turbofan de baixo desvio Soloviev D-30KU-154 (Budapeste, Hungria).

No meio da década de 1970, A União Soviética começou a procurar por uma aeronave interceptadora veloz que substituísse o MiG-25. O Mig-25 tinha dois turbojatos extremamente potentes, Tumansky R-15, permitindo uma velocidade de Mach 3 em altas altitudes, mas o problema era sua baixa performance em baixas altitudes, não sendo suficiente sequer para quebrar a barreira do som. Problemas ainda maiores levaram os motores do Foxbat à tendência de quebrarem em situações de potência máxima e alta velocidade. Um novo motor, desta vez um turbofan low-bypass, era necessário para motorizar seu novo interceptador. A Mikoyan-Gurevich (MiG) contratou a OKB-19 OKB (agora parte da Aviadvigatel) para construir tal motor, para a aeronave que seria conhecida como MiG-31.
A Aviadvigatel trouxe então o D30-F6. Capaz de gerar 9.500 kgf (20.900 lbf ou 93 kN) de potência e 15.500 kgf (34.200 lbf ou 152 kN) com pós-combustão, o motor deu ao novo caça da MiG uma velocidade máxima excedendo 2896 km/h e um peso máximo de decolagem de 101.000 lb (45.800 kg). Estes motores potentes também permitiram o grande e complexo caça se manter em velocidades supersônicas em baixas altitudes, abaixo de 5.000 pés.

## Aplicações
O D30-F6 é usado em uma grande variedade de aeronaves militares e civis, principalmente russas e chinesas. Os Aviadvigatel foram usados apenas em dois projetos de aeronaves: o MiG-31 Foxhound, e o experimental Sukhoi Su-47 Berkut (anteriormente S-37).

## Ligações Externas
- Descrição no site do fabricante do D-30F6
- Descrição no site do fabricante do D-30KP (para o Il-76)
- Descrição no site do fabricante do D-30KU (para o Il-62M)
- Descrição no site do fabricante do D-30KU-154 (para o Tu-154M)